# Idister morphon
Idister morphon är en skalbaggsart som beskrevs av Sylvain Auguste de Marseul 1880. Idister morphon ingår i släktet Idister och familjen stumpbaggar. Inga underarter finns listade i Catalogue of Life.